# マイケル・フォール
マイケル・フォール（Colin Michael Foale、1957年1月6日-）は、アメリカ合衆国の宇宙物理学者でアメリカ航空宇宙局の宇宙飛行士である。6度のスペースシャトルのミッションに参加し、ミールと国際宇宙ステーションに長期滞在した。彼は宇宙遊泳を行った初めてのイギリス人であり、2008年4月17日まで、374日11時間19分とアメリカ人の中で最も長い宇宙滞在時間の記録を持っていた。またこれはイギリス人としては現在でも最長である。

## 人生
イングランドのリンカンシャーラウスでイギリス人でイギリス空軍パイロットである父コリンとアメリカ人の母マリーの間に生まれた。ケンブリッジで育ち、カンタベリーのキングズ・スクールで教育を受けた。ケンブリッジ大学のクイーンズ・カレッジで1982年に実験室宇宙物理学で博士号を取った。
フォールは1983年にNASAのミッション運用部に加わり、スペースシャトルの航行システムの開発に携わった。イギリスとアメリカの多重国籍を所持しており、彼は2度宇宙飛行士の候補に応募したが、拒絶された。1986年1月のチャレンジャー号爆発事故の後、彼は応募に必要なエッセイを彼の夢を書いたものからNASAの直面したリーダーシップの現実に焦点を当てたものに変更し、1987年に宇宙飛行士に選ばれた。
彼は1992年のSTS-45、1993年のSTS-56、1995年のSTS-63に参加した。最後のミッションでは4時間の宇宙遊泳を経験した。彼はその後、ミールへの長期滞在のメンバーに選ばれた。
フォールは1997年にSTS-84で出発して先任で乗り込んでいたジェリー・リネンジャーと交代し4ヶ月をミールで過ごし、ミール23とミール24のミッションを経てSTS-86で帰還した。ミール23の間にはプログレス補給船が衝突した。彼は窓に当てた親指を軸にして星がどう動くかを計算し、ロシアの地上管制塔に対して、宇宙船の回転を止めるのにどうすればよいかアドバイスした。他の2人のロシア人宇宙飛行士ワシリー・ツィブリエフとアレクサンドル・ラズトキンは船内活動でミール内部の損傷を調べた。ミール24では、フォールとロシア人のアナトリー・ソロフィエフはロシア製の宇宙服を着て6度の宇宙遊泳を行い、「スペクトル」モジュールの外部の損傷を検査した。
1999年、フォールはSTS-103のミッションで8時間の宇宙遊泳を行い、ハッブル宇宙望遠鏡の部品を再配置した。2003年、フォールは第8次長期滞在の船長に指名され、アレクサンドル・カレリとともにISSに滞在した。6ヶ月の滞在は2004年4月29日に終了した。その後1年間、彼はワシントンD.C.のNASA本部で勤務した。現在はヒューストンでソユーズとISSの支援、宇宙服の開発を行っている。
フォールは2000年7月にリンカーン大学から名誉学位を、2000年9月にケント大学から名誉博士号を、2004年12月に大英帝国勲章を受章している。

### 私生活
フォールは既婚で、2人の子供がいる。家族はテキサス州ヒューストンに住んでいる。ロシア語が堪能である。
1980年にユーゴスラビアで車を運転中、方向転換の際にトラックとぶつかる事故に合い、当時のガールフレンドと兄弟を失っている。
父のコリン・フォールは1999年にミールの長期滞在を描いたWaystation to the Starsという著書を出版した。
フォールはジェット機とヘリコプターの免許を持っている。新しい車は持たず、趣味はウィンドサーフィンやクロスカントリーである。